# Serang (stad)

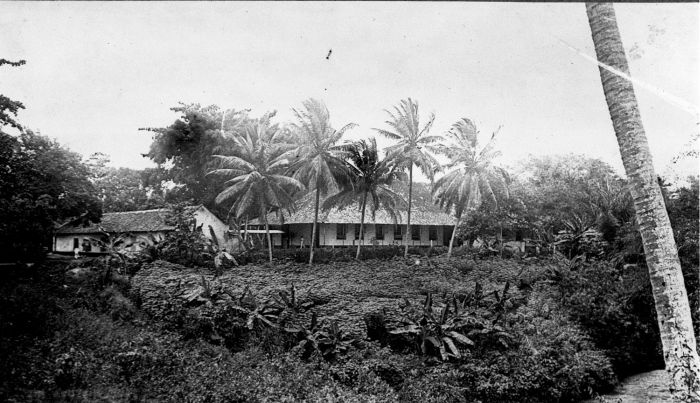
Het ziekenhuis te Serang, ca. 1925

Serang is een stadsgemeente en administratieve hoofdstad van de provincie Banten in Indonesië. De stad ligt zo'n 90 km ten westen van Jakarta. De stad heeft sinds 2007 de status van stadsgemeente, daarvoor was het onderdeel van het regentschap Serang.
Serang ligt ten zuiden van de Javazee en wordt verder aan alle zijden omsloten door het regentschap Serang. In het noorden van de stadsgemeente, aan de kust, ligt het dorp Banten, dat vroeger de belangrijkste havenstad van het gebied was.

## Onderdistricten
De stadsgemeente Serang is onderverdeeld in:
- Serang (onderdistrict)
- Cipocok Jaya
- Curug
- Kasemen
- Taktakan
- Walantaka

## Geboren
- Maria Ullfah Santoso (1911-1988), activiste voor vrouwenrechten en onafhankelijkheid, politicus en hoge ambtenaar

Stadsgemeenten: Cilegon · Serang · Tangerang · Zuid-Tangerang

Regentschappen: Lebak · Pandeglang · Serang · Tangerang